# Comuna Kameanohirka, Jmerînka
Kameanohirka (în ucraineană Кам`яногірка) este o comună în raionul Jmerînka, regiunea Vinnița, Ucraina, formată din satele Kameanohirka (reședința) și Oleksiivka.

## Demografie
Componența lingvistică a satului Kameanohirka
     Ucraineană (98,66%)
     Rusă (1,24%)
Conform recensământului din 2001, majoritatea populației satului Kameanohirka era vorbitoare de ucraineană (98,66%), existând în minoritate și vorbitori de rusă (1,24%).